# ワイルド・ウエスト・ヒーロー
「ワイルド・ウエスト・ヒーロー」 (Wild West Hero) は、エレクトリック・ライト・オーケストラが1977年に発表した楽曲。2枚組アルバム「アウト・オブ・ザ・ブルー」の2枚目の最終曲である。

## 概要
シングルカットされ、イギリスで大ヒットとなった。
プログレを意識したような独特の曲構成をしており、基本的にはミドルテンポのバラードとして進行するのだが、間奏では一転してロックになる。一度アカペラになる箇所もある。
歌詞は、西部のヒーローになりたかったという男の妄想劇。ミュージックビデオでは、馬に乗ったカウボーイが投げ縄を振り回し、演奏中のジェフを捕まえるという演出がされた。

## その他
- 冒頭及び曲中で聴かれるホンキートンクピアノの演奏は、ツアー・メンバーのチェロ奏者であるマーヴィン・ゲイルの演奏。ELOのアルバム・レコーディングで聴くことができる彼の演奏のうち、判明しているものはこれが唯一である。
- ベスト盤「The Very Best of Electric Light Orchestra」にも収録されたが、日本盤では「トワイライト」が収録される都合上でオミットされた。
- アローン・イン・ザ・ユニバースツアーで、セットリストに組み込まれた。若干の曲構成の変更がある。